# Markéta Pitrová
Markéta Pitrová (* 1973) je česká politoložka zabývající se Evropskou unií a vysokoškolská pedagožka na Fakultě sociálních studií Masarykovy univerzity.
Je spoluautorkou řady knih jako Evropská unie nebo Postlisabonské procesy v Evropské unii..
Je členkou Etické komise Masarykovy univerzity a Vědecké rady Fakulty sociálních studií. V letech 2015–2019 působila jako prorektorka pro rozvoj na Masarykově univerzitě.